# Gare de Dra Es Saâ
La gare Dra Es Saâ, ou gare de Dra-es-Saâ, est une ancienne halte ferroviaire algérienne située dans la commune de Moghrar, dans la wilaya de Naâma.

## Situation ferroviaire
Établie à une altitude de 905,400 m, la gare est située au point kilométrique (PK) 439,723 de la ligne de Oued Tlelat à Béchar, où elle est précédée de l'ancienne gare de Rouïba et suivie de la gare de Moghrar.

## Histoire
La gare est mise en service en 1901 lors de l'ouverture de la section de Aïn Sefra à Duveyrier de l'ancienne ligne à voie étroite d'Oran à Kenadsa via Saïda. Précédée de l'ancienne gare de Rouïba et suivie de la gare de Moghrar, elle était située au PK 537,800 de cette ligne,,.

## Service des voyageurs

### Dessertes
En 2023, cette halte n'est pas desservie par les trains de la Société nationale des transports ferroviaires.